# Borivoj Radaković
Borivoj Radaković (Zemun, 3. studenoga 1951.), hrvatski je književnik i prevoditelj.

## Životopis
Borivoj Radaković je rođen u Zemunu 1951. godine. Na Filozofskom fakultetu u Zagrebu diplomirao je južnoslavenske jezike i komparativnu književnost. Postao je poznat romanom Sjaj epohe i dramom Dobro došli u plavi pakao koja je praizvedena 13. svibnja 1994. godine u Satiričkom kazalištu Kerempuh. Romanom Sjaj epohe u hrvatsku književnost uvodi temu nogometnih navijača, i progovara kao predstavnik generacije koja je prošla iskustvo punka i Novog vala. Suosnivač je Festivala alternativne književnosti (FAK) koji je krajem devedesetih promovirao urbanu književnost i čitanje proznih tekstova pred publikom. U Kerempuhu su mu izvedene i drame Miss nebodera za Miss svijeta (1998.) i Kaj sad? (2002.). Priredio je antologiju lezbijske poezije Dvije (1992.), i jedan je od urednika zbornika Hrvatske noći/Croatian Nights (2005.).

## Djela
- Sjaj epohe, Mladost, Zagreb, 1990., ISBN 86-05-00515-7
- Dobro došli u plavi pakao,  Perun, Zagreb, 1994.
- Ne to nisam ja, knjiga proze, 1994.
- Plavi grad, Hena com, Zagreb, 2002., ISBN 953-6510-64-2
- Porno, zbirka proze, vlastita naklada, Zagreb, 2002.
- Sredina naprijed, knjiga eseja i putopisa 2003.
- Virusi, roman, 2005.
- Amateri, V.B.Z., Zagreb, 2010., ISBN 978-953-304-273-2
- Što će biti s nama, roman u stihovima, Zagreb, 2015.[6]
- Hoćemo li sutra u kino, V.B.Z., Zagreb, 2018.

## Nagrade
- 2019.: Nagrada Janko Polić Kamov, za roman Hoćemo li sutra u kino.

## Vanjske poveznice
- Radaković, Borivoj Hrvatska enciklopedija
- Razgovor s Borivojem Radakovićem, Moderna vremena, 2005.
- Jagna Pogačnik, osvrt na roman Sjaj epohe, 2009.
- Razgovor s Borivojem Radakovićem, Nacional, 2015.